# ダニエル・モンバール

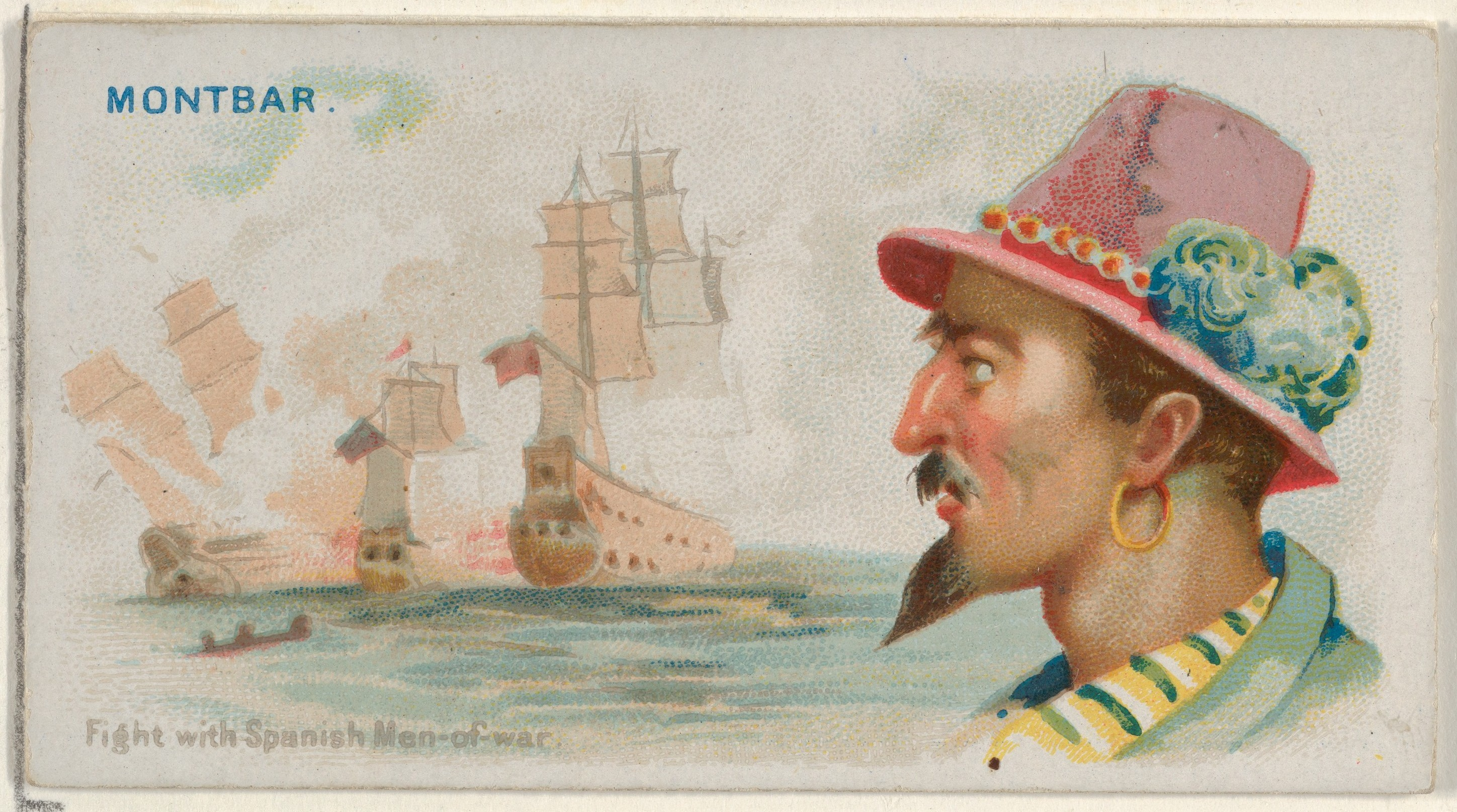
スペイン軍艦と戦うモンバール Allen & Ginterのシガレットカード「Pirates of the Spanish」(N19)シリーズ

ダニエル・モンバール（Daniel Montbars、1645年 - 1707年?）は、カリブ海で活動したバッカニア。皆殺しのモンバールと呼ばれ、フランソワ・ロロネーやロッシュ・ブラジリアーノと同じくスペイン帝国の宿敵として知られた。姓はモンパル、モントバースとも表記される。

## 人物
モンバールは1645年ごろ、フランスのラングドッグで生まれた。裕福な家庭で教育を受けて育ったモンバールだったが、バルトロメ・デ・ラス・カサスの著作を読み、コンキスタドールによるインディオの虐殺について知り、スペインに対して強い嫌悪感を抱いていたとされる。1667年にスペインとの戦争が始まると私掠船の船長であった叔父と共に西インド諸島へ旅立った。
モンバールはスペインへの攻撃のみに固執し、酒にも女にも賭博にもまるで興味を示さなかった。イスパニョーラ島のバッカニアたちと合流し、16か17の若さでスペイン討伐隊の指揮を買って出た。モンバールはそれらの攻撃で多数のスペイン人を殺し、インディアンを解放して多くを味方につけた。
その後、スペインとの戦いでモンバールと叔父の乗っている船がサントドミンゴの近くで沈んでしまった。叔父は殺され、これによりモンバールのスペインへの憎しみはさらに強いものとなった。彼はトルトゥーガで海賊に加わりすぐに船長になった。
モンバールの一味はメキシコ、ホンジュラス、キューバ、そしてプエルトリコのスペインの入植地を攻撃し、砦を破壊して火を放った。さらにジブラルタルやマラカイボ、およびその他の重要な都市でも破壊活動を行った。モンバールはスペイン人に対して一切の容赦がなく、掠奪よりも苛烈な拷問を好み、捕虜の腹を切り開いて内臓を引きずり出してそれを木の柱に打ち付けるという拷問をよく行った。さらに尻に燃える木を押し付け、苦痛にのたうちまわる被害者の内臓が溢れ出るまで追い立てる死の踊りに興じたという。モンバールはこれらの加虐行為には道徳的に許される根拠があるのだと主張していたとされる。
モンバールの最期は分かっていないが、1707年に航海中に難破してしまったとされる。